# Тайхман, Джил
Джил Белен Тайхман (нем. Jil Belen Teichmann; род. 15 июля 1997, Барселона) — швейцарская теннисистка. Победительница четырёх турниров WTA (из них два в одиночном разряде); обладательница Кубка Билли Джин Кинг (2022).
Победительница одного юниорского турнира Большого шлема в парном разряде (Открытый чемпионат США-2014); чемпионка юношеских Олимпийских игр 2014 года в смешанном парном разряде; бывшая 3-я ракетка мира в юниорском рейтинге ITF (2014).

## Общая информация
Отец — Жак; мать — Регула. Родители способствовали занятию Джил разными видами спорта, пока однажды она не взяла в руки теннисную ракетку.
Любимое покрытие — грунт; любимый турнир — Открытый чемпионат Австралии.
Говорит на пяти различных языках.

## Спортивная карьера
2014 год
В августе 2014 года, в Нанкине (Китай) вместе с поляком Яном Зелиньским стала победителем юношеских Олимпийских игр 2014 года в смешанном парном разряде, в финале победив китаянку Е Цююй и японца Дзюмпэй Ямасаки со счётом: 4-6, 6-3, [10-4].
Также в этом году она выиграла турнир в Порту-Алегри.
2016 год
В 2016 году она участвует на турнире в Страсбурге и переигрывает японку Куруми Нара в первом раунде в трех сетах. В втором она не смогла ничего сделать с игрой француженки Каролины Гарсия. Она подтверждает свой талант, выиграв два титула в Монпелье и Периге.
2017 год
2017 год для Джил Тайхман начался на турнире Открытый Чемпионат Австралии (Австралия) , Тайхман не смогла пройти квалификацию проиграв там теннисистке и России Комардиной А. со счетом 2:0.
В 2017 году она побеждает в Кьяссо, но проигрывает финал в Кань-сюр-Мер против Беатрисы Хаддад Майя. В сентябре на турнире в Ухане, она обыграла Саманту Стосур в первом раунде, а затем проиграла миру Доминике Цибулковой.
в Сентябре Джил Тайхман отправилась на турнир Биарриц (Франция) там Тайхман смогла добраться до полуфинала, но там уступила теннисистке Шиндер П(Шва) со счетом 2:0.
В ноябре Джил Тайхман выступала на турнире Тайпей (Тайвань) хард (в помещении) . Тайхман смогла добраться до четвертьфинала где проиграла Белинде Бенчич со счетом 2:0
2018 год
В 2018 году, вместе с Мисаки Дои, она выиграла свой первый парный титул WTA в Ньюпорт-Бич.
Была вызвана в швейцарскую команду, чтобы встретиться с Чехией во время Кубка Федерации по теннису.
Играя в основном на трассе ITF, она выиграла 5 титулов в одиночном разряде и 5 в парном разряде.
В августе 2018 года она сумела преодолеть сито отбора к Открытому чемпионату США по теннису, и в основной сетке преодолела барьер первого круга в лице словенской спортсменки Далилы Якупович (6:3, 6:0). Во втором круге она встречалась с эстонкой Кайей Канепи, и уступила в двух партиях.
В сентябре 2018 пробилась через квалификацию в основную сетку турнира в Сеуле, но в первом круге проиграла Се Шувэй из Тайвани в матче, который закончился тай брейком в третьем сете. Затем в октябре прошла квалификацию на турнир в Линц (Австрия), и во втором круге основной сетки проиграла итальянке Камиле Джорджи.
2019 год
В апреле — мае 2019 года Тайхманн участвовала в J&T Banka Prague Open, где дошла до финала и обыграла теннисистку из Чехии Каролину Мухову в очень трёхсетовом поединке. Первый сет борьба шла до последнего гейма, в итоге всё решилось на тай брейке, где удача была на стороне швейцарки 7-6(5). Однако во втором сете Мухова поняла, что отступать некуда и отдала все силы для победы, что принесло свои плоды: она выиграла сет со счётом 6-3. В третьем сете также шла упорная борьба, но в итоге сильнее оказалась Тайхманн и выиграла 6-4, что принесло ей первый титул турнира WTA в карьере. Примечательно, что Джил пробилась в основную сетку турнира только через квалификацию. В июле 2019 года Джил завоёвывает свой второй титул WTA на турнире в итальянском Палермо. Сеянная под восьмым номером Тайхман в 1/16 побеждает Дарью Гаврилову (Австралия) (7 (7) — 6 (3), 7-5), в 1/8 финала представительницу Бразилии Габриэлу Се также в двух сетах (6-1, 7 (7) — 6 (4). В четвертьфинале соперница Джил немка Анна-Лена Фридзам из-за травмы отказывается от дальнейшей борьбы. Матч заканчивается со счётом 6-0, 1-0. В полуфинале швейцарка почти без борьбы побеждает россиянку Людмилу Самсонову в двух сетах 6-3, 6-1. В финале турнира Джил противостояла опытная соперница пятая ракетка мира Кики Бертенс из Нидерландов, которая была близка к победе в первом сете, однако Тайхман сумела завершить его в свою пользу на тай-брейке со счётом 7 (7) — 6 (3), во втором же сете Джил уверенно победила со счётом 6-2 и по сетам 2-0.
На Открытом чемпионате США 2019 года проиграла в первом раунде Элизе Мертенс в двух сетах.

## Итоговое место в рейтинге WTA по годам
| Год  | Одиночный рейтинг | Парный рейтинг |
| 2023 | 143               | 136            |
| 2022 | 35                | 106            |
| 2021 | 37                | 110            |
| 2020 | 57                | 166            |
| 2019 | 71                | 288            |
| 2018 | 144               | 207            |
| 2017 | 142               | 298            |
| 2016 | 221               | 221            |
| 2015 | 439               | 363            |
| 2014 | 586               | 531            |
| 2013 | 789               | 1 064          |

## Выступление на турнирах

### Финалы турнировWTAв одиночном разряде (4)

#### Победы (2)
| Легенда:                                   |
| ------------------------------------------ |
| Турниры Большого шлема (0)*                |
| Олимпиада (0)                              |
| Итоговый турнир WTA (0)                    |
| Premier Mandatory / WTA 1000 Mandatory (0) |
| Premier 5 / WTA 1000 (0)                   |
| Premier / WTA 500 (0)                      |
| International / WTA 250 (2+2)              |

| Титулы по покрытиям | Титулы по месту проведения матчей турнира |
| ------------------- | ----------------------------------------- |
| Хард (0+1)*         | Зал (0+1)                                 |
| Грунт (2+1)         | Зал (0+1)                                 |
| Трава (0)           | Открытый воздух (2+1)                     |
| Ковёр (0)           | Открытый воздух (2+1)                     |

* количество побед в одиночном разряде + количество побед в парном разряде.
| №  | Дата         | Турнир          | Покрытие | Соперница в финале | Счёт           |
| 1. | 4 мая 2019   | Прага, Чехия    | Грунт    | Каролина Мухова    | 7-6(5) 3-6 6-4 |
| 2. | 28 июля 2019 | Палермо, Италия | Грунт    | Кики Бертенс       | 7-6(3) 6-2     |

#### Поражения (2)
| №  | Дата            | Турнир          | Покрытие | Соперница в финале | Счёт    |
| 1. | 16 августа 2020 | Лексингтон, США | Хард     | Дженнифер Брэди    | 3-6 4-6 |
| 2. | 22 августа 2021 | Цинциннати, США | Хард     | Эшли Барти         | 3-6 1-6 |

### Финалы турнировWTAв парном разряде (4)

#### Победы (2)
| №  | Дата            | Турнир               | Покрытие   | Партнёрша      | Соперницы в финале             | Счёт    |
| 1. | 11 июля 2021    | Гамбург, Германия    | Грунт      | Жасмин Паолини | Розали ван дер Хук Астра Шарма | 6-0 6-4 |
| 2. | 22 октября 2022 | Клуж-Напока, Румыния | Хард (зал) | Джоди Бёррэдж  | Лоли Жанжан Валерия Страхова   | 6-1 6-4 |

#### Поражения (2)
| №  | Дата            | Турнир           | Покрытие | Партнёрша      | Соперницы в финале              | Счёт    |
| 1. | 16 августа 2020 | Лексингтон, США  | Хард     | Мария Боузкова | Хейли Картер Луиза Стефани      | 1-6 5-7 |
| 2. | 19 июня 2022    | Берлин, Германия | Трава    | Ализе Корне    | Сторм Сандерс Катерина Синякова | 4-6 3-6 |

### Финалы командных турниров (2)

#### Победы (1)
| №  | Год  | Турнир                | Команда                                                   | Соперник в финале                              | Счёт |
| 1. | 2022 | Кубок Билли Джин Кинг | Швейцария Б. Бенчич, С. Вальтерт, В. Голубич, Дж. Тайхман | Австралия С. Сандерс, С. Стосур, А. Томлянович | 2-0  |

#### Поражения (1)
| №  | Год  | Турнир                | Команда                                                 | Соперник в финале                                                                   | Счёт |
| 1. | 2021 | Кубок Билли Джин Кинг | Швейцария Б. Бенчич, В. Голубич, Дж. Тайхман, Ш. Фёгеле | Россия Е. Александрова, Д. Касаткина, В. Кудерметова, А. Павлюченкова, Л. Самсонова | 0-2  |

## Примечание
1. 1 2 3  сайт WTA
2. ↑  Jil Teichmann Juniors Singles Overview (англ.). ITF Tennis. Дата обращения: 18 декабря 2024.
3. ↑  Начала турнир с квалификационного отбора.